# Alejandro Ariel González
Alejandro Ariel González (Buenos Aires, 1973) es un traductor y sociólogo argentino.

## Biografía
Estudió sociología en la Universidad de Buenos Aires y realizó estudios de especialización en la Facultad de Filología de la Universidad de Petrozavodsk, Rusia.
Es especialista en lengua y literatura rusa. Consultor editorial de traducciones de literatura rusa al castellano.
Fundó y preside la Sociedad Argentina Dostoievski. Es editor de la revista Eslavia, especializada en estudios eslavos y editada únicamente en línea, y coeditor de la revista Estudios Dostoievski, editada en Barcelona, con versión en línea disponible.
Es miembro de la Unión de Traductores de Rusia. Miembro del Consejo de Directores de la International Dostoevsky Society. Miembro del Consejo de Redacción de las revistas Dostoevsky Studies, Cuadernos de rusística española y Mundo Eslavo, y del Consejo Consultivo de Slovo. Revista de Estudos em Eslavística. Miembro del Comité Científico del Centro Studi sulla Traduzione. Miembro de la Asociación Internacional de Profesores de Lengua y Literatura Rusas (MAPRIAL, por sus siglas en ruso). Miembro de la presidencia de la Asociación Internacional de Profesores de Lengua y Literatura Rusa. Miembro del Consejo del Programa de Formación Complementaria "Ruso como lengua extranjera" de la Universidad Estatal de San Petersburgo. Colaborador de la revista El Trujamán del Instituto Cervantes. Embajador del festival Русский Рим [Roma rusa].
Ha dictado conferencias y ponencias en distintas instituciones rusas e hispanoamericanas. Participa regularmente en congresos de traducción con ponencias y clases magistrales y ha organizado tres emisiones de la Jornada Nacional de Estudios Eslavos (2016, 2018 y 2022) en Buenos Aires, Argentina. La cuarta emisión, realizada en 2024, fue de carácter internacional y añadió el portugués como lengua de trabajo. 

## Obra
Dedicado principalmente a la traducción y revisión de textos literarios y filosóficos en lengua rusa, ha aportado ediciones que se conocen completas por primera vez en el mundo hispanohablante y algunas incluso a nivel mundial. Por ejemplo, reunió por primera vez (en todas las lenguas) los artículos sobre literatura que escribió L. D. Trotski y presentó las memorias completas de A. G. Dostoiévskaia. Ha traducido obras tanto de autores ya conocidos en castellano, como F. M. Dostoievski, L. N. Andréiev, I. S. Turguéniev y A. P. Chéjov; como de no tan conocidos, como L. I. Shestov, Aleksandr Bogdánov, y hasta de entonces desconocidos, como Ian Larri, Vladímir Odóievski, entre otros. También ha escrito más de 40 artículos sobre traductología, literatura rusa y su recepción en castellano en distintas revistas internacionales.

### Traducciones

#### Filosofía, ciencias sociales, prosa de no ficción (libros)
- A. G. Dostoiévskaia, Memorias, Madrid, Hermida Editores, 2023. Primera edición completa fuera de Rusia. ISBN 9788412551945.
- V. I. Lenin, El estado y la revolución, Bs. As., Longseller, 2007. Notas. ISBN 9789875507104.
- Lev I. Shestov, Dostoievski y Nietzsche. Filosofía de la tragedia, Madrid, Hermida Editores, 2022. Notas. ISBN 9788412551907.
- Lev Shestov, En la balanza de Job. Peregrinaciones por las almas, Madrid, Hermida Editores, 2020. Notas. ISBN 9788412228021.
- Lev Shestov, Potestas Clavium. El poder de las llaves, Madrid, Hermida Editores, 2019. Notas. ISBN 9788494998966.
- Lev Shestov, Atenas y Jerusalén, Madrid, Hermida Editores, 2018. Notas. ISBN 9788494836558.
- Lev Shestov, Apoteosis de lo infundado, Madrid, Hermida Editores, 2015. Notas. ISBN 9788494360671.
- Lev Shestov, Kierkegaard y la filosofía existencial. Una voz que clama en el desierto, Madrid, Hermida Editores, 2025. ISBN 9788412882469.
- Nadiezhda Teffi, Memorias. De Moscú al mar Negro, Barcelona, Libros del Asteroide, 2024. ISBN 9788410178236.
- León Trotski, Literatura y revolución, Bs. As. RyR, 2015. Selección de textos, prólogo y notas. Primera edición completa en lengua castellana. ISBN 9789871421879.
- Lev Vigotski, Psicología Pedagógica, Buenos Aires, Ediciones IPS, 2025. ISBN 9786316574145.
- Lev Vigotski, Lecciones de paidología, Buenos Aires, Ediciones IPS, 2024. ISBN 9786316574046.
- Lev Vigotski, Cuadernos de notas, Bs. As., Libros del Zorzal, 2022. Edición y notas. ISBN 9789875998209.
- Lev Vigotski, El significado histórico de la crisis de la psicología, Bs. As., Ediciones IPS, 2022. Edición y notas. Primera edición completa en el mundo. ISBN 9789873958915.
- Lev Vigotski, Historia del desarrollo de las funciones psíquicas superiores, Bs. As., Colihue, 2017. Notas. ISBN 9789505630554.
- Lev Vigotski, Pensamiento y habla, Bs. As., Colihue, 2007. Prólogo y notas. Primera edición completa en lengua castellana. ISBN 9505630344.

#### Prosa de ficción
- AA. VV., Cuentos góticos rusos 1, Bs. As., Losada, 2019. Selección, prólogo y notas. ISBN 9789500373609.
- AA. VV., Cuentos góticos rusos 2, Bs. As., Losada, 2019. Selección, prólogo y notas. ISBN 9789500373593.
- AA. VV., Cuentos fantásticos rusos del siglo XIX, Bs. As. Losada, 2016. Selección, prólogo y notas. ISBN 9789500373098.
- A. N. Afanásiev, El pájaro de fuego, Buenos Aires, Ediciones Tres en Línea, 2016. ISBN 9789874590817.
- A. N. Afanásiev, Una palabra imprudente, Buenos Aires, Pequeño Editor, 2013. ISBN 9789871374236.
- L. N. Andréiev, El abismo y otros relatos, Santiago de Chile, LOM, 2021. ISBN 9789560014726.
- L. N. Andréiev, Vida de Vasili Fivieski y otros relatos, Santiago de Chile, LOM, 2018. ISBN 9789560011145.
- L. N. Andréiev, En la niebla y otros relatos, Santiago de Chile, LOM, 2017. Notas. ISBN 9789560009296.
- L. N. Andréiev, Relato sobre los siete ahorcados y otros cuentos, Santiago de Chile, LOM, 2016. Notas. ISBN 9789560007797.
- L. N. Andréiev, Judas Iscariote y otros relatos, Santiago de Chile, LOM, 2014. Notas. ISBN 9789560007797.
- L. N. Andréiev, "El angelito", en Cuentos rusos, Buenos Aires, Factotum Ediciones, 2025. ISBN 9789874198655.
- A. N. Apujtin, “Entre la vida y la muerte”, en Cuentos góticos rusos 2, Bs. As., Losada, 2019, pp. 211-239. Selección, prólogo y notas. ISBN 9789500373593.
- E. A. Baratinski, “La sortija”, en Cuentos fantásticos rusos del siglo XIX, Bs. As. Losada, 2016, pp. 208-221. Selección, prólogo y notas. ISBN 9789500373098.
- A. A. Bestúzhev-Marlinski, “Sangre por sangre”, en Cuentos góticos rusos 2, Bs. As., Losada, 2019, pp. 32-50. Selección, prólogo y notas. ISBN 9789500373593.
- A. A. Bestúzhev-Marlinski, “Terrible adivinación”, en Cuentos fantásticos rusos del siglo XIX, Bs. As. Losada, 2016, pp. 99-136. Selección, prólogo y notas. ISBN 9789500373098.
- Vera Bogdánova, “Cuando sea buena”, Eslavia nº 13, junio de 2024. ISSN 2618-2440.
- Aleksandr Bogdánov, La estrella roja, Bs. As., Ediciones RyR, 2017. Notas. ISBN 9789871421923.
- Aleksandr Bogdánov, "La fiesta de la inmortalidad", en Cuentos rusos, Buenos Aires, Factotum Ediciones, 2025. ISBN 9789874198655.
- V. I. Briúsov, “Ahora que he despertado…”, “En la torre”, en Cuentos góticos rusos 1, Bs. As., Losada, 2019, pp. 227-235 y 236-240. Selección, prólogo y notas. ISBN 9789500373609.
- M. A. Bulgákov, “Ciudad de Kiev”, en Eslavia, n.º 9, junio de 2022. ISSN 2618-2440.
- M. A. Bulgákov, Morfina, Bs. As., La Tercera, Bs. As., 2021. ISBN 9789874698698.
- M. A. Bulgákov, La guardia blanca, Bs. As., Libros del Zorzal, 2018. Prólogo. ISBN 9789505560585.
- M. A. Bulgákov, Los huevos fatales, Bs. As., Losada, 2014. Prólogo y notas. ISBN 9789500399418.
- M. A. Bulgákov, Corazón de perro, Bs. As., Losada, 2014. Prólogo y notas. ISBN 9789500399425.
- M. A. Bulgákov, Cuentos satíricos, Santiago de Chile, LOM, 2014. Prólogo y notas. ISBN 9789560005137.
- I. A. Bunin, Alamedas oscuras, Barcelona, Navona, 2022. Notas. Primera traducción completa al castellano. ISBN 9788419179128.
- I. A. Bunin, “La capilla”, en Eslavia, n.º 6, diciembre de 2020. ISSN 2618-2440.
- I. P. Butkov, “El primero de mes”, Estudios Dostoievski, núm. 10 (enero-diciembre 2024), págs. 219-232. ISSN 2604-7969.
- I. P. Butkov, “Palabras edificantes sobre las cumbres de Petersburgo”, en Eslavia, n.º 2, diciembre de 2018. ISSN 2618-2440.
- I. P. Butkov, “Cien rublos”, en Eslavia, n.º 2, diciembre de 2018. ISSN 2618-2440.
- A. V. Chaiánov, Viaje de mi hermano Alekséi al país de la utopía campesina, Bs. As., Ediciones RyR, 2018. Notas. ISBN 9789874412126.
- A. P. Chéjov, Un hombre feliz y otros cuentos de humor, Santiago de Chile, LOM Ediciones, 2023, ISBN 978-956-00-1738-3.
- A. P. Chéjov, Un drama de caza, Bs. As., Editorial Galerna, 2016. Notas. ISBN 9789505566570.
- Antón Chéjov, Cuentos reunidos, Bs. As., Losada, 2013. Prólogo y notas. ISBN 9789500399401.
- Antón Chéjov, Una boda por interés y otros cuentos, Bs. As., Losada, 2013. Prólogo y notas. ISBN 9789500398794.
- Antón Chéjov, Vérochka y otros cuentos, Bs. As., Losada, 2012. Prólogo y notas. ISBN 9789500398626.
- Antón Chéjov, El escritor y otros cuentos, Bs. As., Losada, 2012. Prólogo y notas. ISBN 9789500398619.
- Antón Chéjov, Una Ana colgada al cuello y otros cuentos, Bs. As., Losada, 2012. Prólogo y notas. ISBN 9789500398770.
- Antón Chéjov, Buena gente y otros cuentos, Bs. As., Losada, 2012. Prólogo y notas. ISBN 9789500399074.
- Antón Chéjov, Gúsev y otros cuentos, Bs. As., Losada, 2012. Prólogo y notas. ISBN 9789500399067.
- Antón Chéjov, La dama del perrito y otros cuentos, Bs. As., Losada, 2011. Prólogo y notas. ISBN 9789500398503.
- Antón Chéjov, El beso y otros cuentos, Bs. As., Losada, 2011. Prólogo y notas. ISBN 9789500398497.
- G. P. Danilievski, “El difunto asesino”, en Cuentos góticos rusos 1, Bs. As., Losada, 2019, pp. 153-160. Selección, prólogo y notas. ISBN 9789500373609.
- F. M. Dostoievski, Un corazón débil. El señor Projarchin, Bs. As., Bärenhaus, 2020. ISBN 9789874109804.
- F. M. Dostoievski, Sueño de un hombre ridículo y otros cuentos, Bs. As., Galerna, 2018. Notas. ISBN 9789505567256. Segunda edición, 2025. ISBN 9786316632302.
- F. M. Dostoievski, Apuntes de invierno sobre impresiones de verano, Madrid, Hermida Editores, 2017. Notas. ISBN 9788494664724.
- F. M. Dostoievski, El doble (Dos versiones: 1846 y 1866), Bs. As., Eterna Cadencia, 2013. Prólogo y notas. Primera edición crítica en castellano. ISBN 9789877120103.
- F. M. Dostoievski, El doble, Barcelona, Alba Editorial, 2024. ISBN 9788411781077.
- F. M. Dostoievski, La patrona, Bs. As., Losada, 2009. Prólogo y notas. ISBN 9789500396295.
- F. M. Dostoievski, Noches blancas, El ladrón honrado, Bs. As., Longseller, 2007. Prólogo y notas. ISBN 9789875507098.
- F. M. Dostoievski, Memorias del subsuelo, Bs. As., Colihue, 2006. Prólogo y notas. ISBN 9505630220.
- F. M. Dostoievski, "El niño en la fiesta de Navidad de Cristo", en Cuentos rusos, Buenos Aires, Factotum Ediciones, 2025. ISBN 9789874198655.
- Alekséi Gástiev, “El expreso”, en Vivián Itin, El país de Gonguri, Buenos Aires, Ediciones RyR, 2024. ISBN 9786316608451.
- N. V. Gógol, Tarás Bulba, Bs. As., Losada, 2011. Prólogo y notas. ISBN 9789500398039.
- P. A. Guelman, Las reglas del filósofo Jacobo, Bogotá, Poklonka, 2022. ISBN 9789585269859.
- Aleksandr Herzen, ¿Quién tiene la culpa?, Barcelona, Alba Editorial, 2024, ISBN 978-84-1178-043-8.
- Vivián Itin, El país de Gonguri, Buenos Aires, Ediciones RyR, 2024. ISBN 9786316608451.
- N. M. Karamzín, “La isla de Bornholm”, en Cuentos góticos rusos 2, Bs. As., Losada, 2019, pp. 19-31. Selección, prólogo y notas. ISBN 9789500373593.
- A. I. Kuprín, Ladridos lejanos. Cuentos caninos, Bogotá, Poklonka, 2020. ISBN 9789585269811.
- A. I. Kuprín, Iu-iu, Bogotá, Poklonka, 2020.
- A. I. Kuprín, Moloch, Bs. As., La Compañía, 2017. Prólogo y notas. ISBN 9789871802067.
- I. L. Larri, “El visitante del cielo (Relato fantástico-social)”, Eslavia, n.º 8, diciembre de 2021. ISSN 2618-2440.
- Iuri Libedinski, Una semana, Buenos Aires, Ediciones RyR, 2024. ISBN 9786316608468.
- Albert Lijánov, La imperdonada, Bogotá, Poklonka, 2024. ISBN 9789585269897.
- M. I. Lérmontov, “Shtoss”, en Cuentos fantásticos rusos del siglo XIX, Bs. As. Losada, 2016, pp. 358-375. Selección, prólogo y notas. ISBN 9789500373098.
- F. I. Dimítriev-Mamónov, “Alegoría”, en Eslavia, n.º 7, junio de 2021. ISSN 2618-2440. Introducción y notas.
- N. A. Melgunov, “Una noche de invierno”, en Cuentos góticos rusos 2, Bs. As., Losada, 2019, pp. 76-85. Selección, prólogo y notas. ISBN 9789500373593.
- Vladímir Odóievski, “Ciudad sin nombre”, en Estudios Dostoievski. Revista de estudios sobre Fiódor M. Dostoievski, n.º 4 (julio-diciembre 2020), pp. 186-205. ISSN 2604-7969.
- V. F. Odóievski, “Dos días en la vida del globo terráqueo”, en Eslavia, n.º 6, diciembre de 2020. ISSN 2618-2440.
- V. F. Odóievski, “El año 4338”, en Eslavia, n.º 5, junio de 2020. ISSN 2618-2440.
- V. F. Odóievski, “El último cuarteto de Beethoven”, en Eslavia, n.º 4, diciembre de 2019, ISSN 2618-2440.
- V. F. Odóievski, “La campesina de Orlach”, en Cuentos góticos rusos 2, Bs. As., Losada, 2019, pp. 162-177. Selección, prólogo y notas. ISBN 9789500373593.
- V. F. Odóievski, “Historia del cadáver que no se sabía a quién pertenecía”, “El difunto viviente”, “La sílfide”, “El cosmorama”, “El fantasma”, en Cuentos fantásticos rusos del siglo XIX, Bs. As. Losada, 2016, pp. 222-232, 233-262, 263-288 y 289-345. Selección, prólogo y notas. ISBN 9789500373098.
- V. F. Odóievski, Noches rusas, Valencia, Pre-Textos, 2024. ISBN 9788410309319.
- Iákov Ókuniev, El mundo venidero, Buenos Aires, Ediciones RyR, 2024. ISBN 9786316608444.
- V. N. Olin, “Un baile extraño”, en Cuentos góticos rusos 1, Bs. As., Losada, 2019, pp. 17-31. Selección, prólogo y notas. ISBN 9789500373609.
- Aleksandr Orlov, "Mundial de despedida", en Eslavia, n.º 11, junio de 2023. ISSN 2618-2440.
- B. A. Pilniak, El año desnudo, A las puertas, Bs. As., Ediciones RyR, 2020. Notas. ISBN 9789874412331.
- A. P. Platónov, Moscú feliz, Bs. As., Tusquets, 2021. Notas. ISBN 9789876706315.
- A. P. Platónov, "Nikita", en Cuentos rusos, Buenos Aires, Factotum Ediciones, 2025. ISBN 9789874198655.
- Antoni Pogorelski, Doble, o mis veladas en Rusia Menor, Buenos Aires, Dedalus Editores, 2024. ISBN 9789873744846.
- A. Pogorelski, “La vendedora de galletas de Lafértovo”, “Las nefastas consecuencias de una imaginación desenfrenada”, “El visitante del mago”, en Cuentos fantásticos rusos del siglo XIX, Bs. As. Losada, 2016, pp. 25-51, 52-80 y 81-86. Selección, prólogo y notas. ISBN 9789500373098.
- A. S. Pushkin, Relatos del difunto Iván Petróvich Belkin, Bs. As., Bärenhaus, 2021. Notas. ISBN 9789878449180.
- Aleksandr Pushkin, “La casa solitaria de la isla Vasílievski”, en Cuentos góticos rusos 2, Bs. As., Losada, 2019, pp. 51-75. Selección, prólogo y notas. ISBN 9789500373593.
- I. P. Rostopchiná, “El duelo”, en Cuentos góticos rusos 2, Bs. As., Losada, 2019, pp. 86-161. Selección, prólogo y notas. ISBN 9789500373593.
- Slava Serguéiev, "La llave perdida, o what is done, that is done. Cuento de preguerra", en Eslavia, n.º 12, diciembre de 2023. ISSN 2618-2440.
- O. M. Sómov, “La rusalka”, “Las brujas de Kíev”, en Cuentos fantásticos rusos del siglo XIX, Bs. As. Losada, 2016, pp. 182-191 y 192-207. Selección, prólogo y notas. ISBN 9789500373098.
- Arkadi y Borís Strugatski, El caracol en la pendiente, Madrid, Hermida Editores, 2024, ISBN 978-84-127868-1-1.
- Nadiezhda Teffi, "Los dobles", en Cuentos rusos, Buenos Aires, Factotum Ediciones, 2025. ISBN 9789874198655.
- Nadiezhda Teffi, El teatro de los otros: Rasputin, mis seudónimos y yo, Buenos Aires, La Tercera Editora, 2025. ISBN 9789874815767.
- T. N. Tolstaia, Mundos etéreos, Bs. As., Tusquets, 2021. Notas. ISBN 9789876706896.
- Alekséi K. Tolstói, “La familia del Vurdalak”, “Reunidos trescientos años después”, “El upir”, en Cuentos góticos rusos 1, Bs. As., Losada, 2019. Selección, prólogo y notas, pp. 32-59, 60-82 y 83-152. ISBN 9789500373609.
- Aleskéi N. Tolstói, Ibikus, Bogotá, Poklonka, 2025. ISBN 9786289682601
- L. N. Tolstói, Sonata a Kreutzer, Bs. As., Bärenhaus, 2018. Notas. ISBN 9789874109262.
- León Tolstói, La ley de la violencia y la ley del amor, Madrid, Hermida Editores, 2018. Notas. ISBN 9788494741357.
- León Tolstói, Hadji Murat, La muerte de Iván Ilich, Patrón y peón, Buenos Aires, Biblioteca Personal J. M. Coetzee, El hilo de Ariadna, 2014. Notas.
- León Tolstói, "Tres muertes", en Cuentos rusos, Buenos Aires, Factotum Ediciones, 2025. ISBN 9789874198655.
- Marina Tsvietáieva, El diablo, Buenos Aires, La Tercera Editora, 2024, ISBN 978-987-48157-5-0
- Marina Tsvietáieva, "El milagro de los caballos", en Cuentos rusos, Buenos Aires, Factotum Ediciones, 2025. ISBN 9789874198655.
- I. S. Turguéniev, “Los espectros”, en Cuentos góticos rusos 2, Bs. As., Losada, 2019, pp. 178-210. Selección, prólogo y notas. ISBN 9789500373593.
- Iván Turguénev, Diario de un hombre superfluo, Hamlet y Don Quijote, Bs. As., Colihue, 2016. ISBN 9789505630936.
- Iván Turguénev, Primer amor, Bs. As., Colihue, 2007. ISBN 9789505633845.
- B. L. Vasíliev, Los amaneceres son aquí apacibles…, Bogotá, Poklonka, 2022. ISBN 9789585269842.
- A. F. Veltman, “Erótida”, “Yolanda”, en Cuentos fantásticos rusos del siglo XIX, Bs. As. Losada, 2016, pp. 137-170 y 171-181. Selección, prólogo y notas. ISBN 9789500373098.
- M. N. Zagoskin, “Visitantes inesperados”, en Cuentos fantásticos rusos del siglo XIX, Bs. As. Losada, 2016, pp. 87-98. Selección, prólogo y notas. ISBN 9789500373098.
- Y. I. Zamiatin, Nosotros, Madrid, Hermida Editores, 2016. Notas. ISBN 9788494561924.
- A. E. Zarin, “La dama de negro”, “El don de Satanás”, en Cuentos góticos rusos 1, Bs. As., Losada, 2019, pp. 161-171 y 172-226. Selección, prólogo y notas. ISBN 9789500373609.
- V. I. Zazubrin, La astilla, Buenos Aires, Ediciones RyR, 2017. Epílogo y notas. ISBN 9789874412010.

#### Teatro
- A. P. Chéjov, Teatro completo, trads. Armando Discépolo, Alejando Ariel González y Shura Netchaeff, Bs. As., Losada, 2011. Notas. ISBN 9789500398121.
- A. P. Chéjov, “Platónov”, en ibid., pp. 13-212.
- A. P. Chéjov, “En el camino real”, en ibid., pp. 213-238.
- A. P. Chéjov, “El pedido de mano”, en ibid., pp. 239-256.
- A. P. Chéjov, “Sobre el daño que causa el tabaco”, en ibid., pp. 257-262.
- A. P. Chéjov, “El canto del cisne”, en ibid., pp. 263-272.
- A. P. Chéjov, “Ivánov”, en ibid., pp. 273-346.
- A. P. Chéjov, "El oso”, en ibid., pp. 347-366.
- A. P. Chéjov, “Trágico a la fuerza”, en ibid., pp. 367-374.
- A. P. Chéjov, “Tatiana Répina”, en ibid., pp. 375-394.
- A. P. Chéjov, “La noche antes de juicio”, en ibid., pp. 395-404.
- A. P. Chéjov, “El fauno”, en ibid., pp. 405-484.
- A. P. Chéjov, “La boda”, en ibid., pp. 485-502.
- A. P. Chéjov, “El aniversario”, en ibid., pp. 503-520.
- A. P. Chéjov, “El jardín de los cerezos”, en ibid., pp. 719-785.
- A. P. Chéjov, El jardín de los cerezos, La Gaviota, Bs. As., Longseller, 2011. Prólogo y notas. ISBN 9789875508972.
- A. P. Chéjov, El jardín de los cerezos, El oso, La boda, Bs. As., Losada, 2010. Prólogo y notas. ISBN 9789500397582.
- A. P. Chéjov, El aniversario y otras obras, Buenos Aires, Losada, 2010. Prólogo y notas. ISBN 9789500397926.
- A. P. Chéjov, Ivanov, El fauno, Bs. As., Losada, 2010. Prólogo y notas. ISBN 9789500397841.
- A. P. Chéjov, Platónov, Bs. As., Losada, 2010. Prólogo y notas. ISBN 9789500398015.
- I. S. Turguéniev, Teatro completo, Bs. As., Colihue, 2015. Prólogo y notas. Primera edición en lengua castellana. ISBN 9789505630851.
- I. S. Turguéniev, “Una imprudencia”, en ibid., pp. 3-46.
- I. S. Turguéniev, “Sin dinero”, en ibid., pp. 47-76.
- I. S. Turguéniev, “El hilo se corta por lo más delgado”, en ibid., pp. 77-120.
- I. S. Turguéniev, “El lameplatos”, en ibid., pp. 121-191.
- I. S. Turguéniev, “El solterón”, en ibid., pp. 191-282.
- I. S. Turguéniev, “Desayuno con el decano de la nobleza”, en ibid., pp. 283-320
- I. S. Turguéniev, “Un mes en el campo”, en ibid., pp. 321-448.
- I. S. Turguéniev, “La provinciana”, en ibid., pp. 449-496.
- I. S. Turguéniev, “Conversación en el camino real”, en ibid., pp. 497-518.
- I. S. Turguéniev, “Una noche en Sorrento”, en ibid., pp. 519-537.

#### Poesía
- Alekséi Jomiakov, “Maitines de Pascua en el Kremlin”, en AA. VV., 100 стихотворений о Москве / 100 poemas sobre Moscú, Moscú, B. S. G. Press, 2018, p. 209. ISBN 9785933814092.
- Dmitri Jvostov, “La liberación de Moscú”, en ibid., p. 89.
- Iuri Levitanski, “[En Moscú no me registraron]”, en ibid., p. 369.
- Semión Lipkin, “En la Tverskáia”, ibid., p. 439.
- Apollón Máikov, “A M. N. Katkov”, en ibid., p. 233.
- Lev Mei, “Moscú” (fragmento), en ibid., p. 177.
- David Samóliov, “La partida”, en ibid., p. 375.
- Guénrij Sapguir, “De noche”, ibid., p. 367.
- Gleb Semiónov, “Del ciclo La capital”, en ibid., p. 377.
- Fiódor Sologub, “[Como los días en que Presnia ardía en Moscú]”, en ibid., p. 265.
- Evgueni Vinokúrov, “Moscovitas”, ibid., p. 357.
- Iuri Vízbor, “Ojotni Riad”, en ibid., p. 365.
- Maksimilián Volóshin, “Moscú (marzo, 1917)”, en ibid., p. 267.

#### Artículos traducidos
- Anónimo, “Sobre la novela Crimen y castigo”, en Estudios Dostoievski. Revista de estudios sobre Fiódor M. Dostoievski, n.º 4 (julio-diciembre 2020), pp. 270-273. Notas. ISSN 2604-7969.
- Nikolái D. Ajsharúmov, “Crimen y castigo, novela de F. M. Dostoiévski”, en Estudios Dostoievski. Revista de estudios sobre Fiódor M. Dostoievski, n.º 4 (julio-diciembre 2020), pp. 242-269. ISSN 2604-7969.
- Nikolái Berdiáiev, “Stavroguin”, en Estudios Dostoievski. Revista de estudios sobre Fiódor M. Dostoievski, n.º 7 (enero-junio 2022), pp. 53-62. Notas. ISSN 2604-7969.
- Andréi Bieli, “La tragedia de la creación. Dostoievski y Tolstói”, en Estudios Dostoievski. Revista de estudios sobre Fiódor M. Dostoievski, n.º 5 (enero-junio 2021), pp. 121-147. Presentación y notas. ISSN 2604-7969.
- V. G. Bielinski, “Petersburgo y Moscú”, en Eslavia, n.º 3, junio de 2019. ISSN 2618-2440.
- Aleksandr Chaiánov, “¿Qué es la cuestión agraria?”, en Viaje de mi hermano Alekséi al país de la utopía campesina, Bs. As., Ediciones RyR, 2018, pp. 139-185. Notas. ISBN 9789874412126.
- Guzel Cheríukina, “Stáraia Russa”, en Estudios Dostoievski. Revista de estudios sobre Fiódor M. Dostoievski, n.º 1 (julio-diciembre 2018), pp. 187-188. ISSN 2604-7969.
- Grigori Z. Eliséiev, “Sobre la novela Crimen y castigo”, en Estudios Dostoievski. Revista de estudios sobre Fiódor M. Dostoievski, n.º 4 (julio-diciembre 2020), pp. 237-241. ISSN 2604-7969.
- Iván A. Esaúlov, “La mitología revolucionario-democrática como fundamento de la historia soviética de la literatura rusa”, en Eslavia, n.º 7, junio de 2021. ISSN 2618-2440.
- Iván A. Esaúlov, “La ‘locura en Cristo’ y la ‘bufonada’ en la novela El idiota: explicación, interpretaciones, comprensión”, en Estudios Dostoievski. Revista de estudios sobre Fiódor M. Dostoievski, n.º 3 (enero-junio 2020), pp. 19-29. ISSN 2604-7969.
- Pável Fokin, “Una cuerda resuena en la niebla: Gógol, Turguéniev, Dostoievski. Sobre la ‘fantasía’ de Iván Turguéniev ‘Los espectros’”, en Eslavia, n.º 4, diciembre de 2019. ISSN 2618-2440.
- Leonid Grossman, “Dostoievski y Europa”, en Estudios Dostoievski. Revista de estudios sobre Fiódor M. Dostoievski, n.º 8 (julio-diciembre 2022), pp. 13-50. ISSN 2604-7969.
- Leonid Grossman, “Dostoievski y los círculos gubernamentales de los años 1870”, en Estudios Dostoievski. Revista de estudios sobre Fiódor M. Dostoievski, n.º 8 (julio-diciembre 2022), pp. 109-153. ISSN 2604-7969.
- A. I. Herzen, “Moscú y Petersburgo”, en Eslavia, n.º 2, diciembre de 2018. ISSN 2618-2440.
- Robert Hodel, “Ética o metafísica: la influencia de Lev Tolstói en Ludwig Wittgenstein”, en Eslavia, n.º 8, diciembre de 2021. ISSN 2618-2440.
- Tatiana Kuzóvkina, “El archivo de I. M. Lotman y Z. G. Mints: veinte años de existencia”, en Eslavia, n.º 8, diciembre de 2021. ISSN 2618-2440.
- V. I. Levin, “El problema del héroe y la posición del autor en la novela ‘Un héroe de nuestro tiempo’”, en Eslavia, n.º 10, diciembre de 2022. Selección. ISSN 2618-2440.
- Iuri Lotman, “El problema de la influencia bizantina en la cultura rusa desde una perspectiva tipológica”, en Eslavia, n.º 8, diciembre de 2021. ISSN 2618-2440.
- Iuri Lotman, “El ‘segregado’ y la ‘segregación’ como condición sociopsicológica en la cultura rusa, especialmente del período prepetrino (Lo ‘propio’ y lo ‘ajeno’ en la historia de la cultura rusa)”, en Eslavia, n.º 8, diciembre de 2021. ISSN 2618-2440.
- Iuri Lotman, “Las etapas fundamentales del desarrollo del realismo ruso”, en Eslavia, n.º 8, diciembre de 2021. ISSN 2618-2440.
- Iuri Lotman, “Las vías de desarrollo de la prosa ilustrada rusa del siglo XVIII”, en Eslavia, n.º 7, junio de 2021. ISSN 2618-2440.
- Iuri Lotman, “Arcaístas ilustrados”, en Eslavia, n.º 7, junio de 2021. ISSN 2618-2440.
- Iuri Lotman, “La literatura rusa de la época pospetrina y la tradición literaria”, en Eslavia, n.º 7, junio de 2021. ISSN 2618-2440.
- A. V. Lunacharski, “Lev Davídovich Trotski”, en Eslavia, n.º 1, junio de 2018, ISSN 2618-2440.
- N. A. Melgunov, “Algunas palabras sobre Moscú y Petersburgo”, en Eslavia, n.º 2, diciembre de 2018. ISSN 2618-2440.
- Nadiezhda G. Mijnoviets, “Apuntes de invierno sobre impresiones de verano: la mirada occidental”, en F. M. Dostoievski, Apuntes de invierno sobre impresiones de verano, Madrid, Hermida Editores, 2017, pp. 105-128. ISBN 9788494664724.
- Romén Nazírov, “Vladímir Odóievski y Dostoievski”, Estudios Dostoievski, núm. 10 (enero-diciembre 2024), págs. 17-22. ISSN 2604-7969.
- Romén Nazírov, “Sobre la problemática ética del relato «Memorias del subsuelo»”, Estudios Dostoievski, núm. 10 (enero-diciembre 2024), págs. 101-113 ISSN 2604-7969.
- Romén Nazírov, “Dostoievski y el romanticismo”, Estudios Dostoievski, núm. 10 (enero-diciembre 2024), págs. 88-100. ISSN 2604-7969.
- Nikolái N. Strájov, “Crimen y castigo”, en Estudios Dostoievski. Revista de estudios sobre Fiódor M. Dostoievski, n.º 4 (julio-diciembre 2020), pp. 274-305. Notas. ISSN 2604-7969.
- Anna Óchkina, “El Estado social en Rusia. Lecciones del pasado”, en Nueva Sociedad, n.º 253, Buenos Aires, septiembre-octubre 2014, pp. 105-119. ISSN 0251-3552,
- N. B. Osmákov, “’Un héroe de nuestro tiempo’ de Lérmontov en el aspecto teórico-funcional”, en Eslavia, n.º 10, diciembre de 2022. Selección. ISSN 2618-2440.
- Valerián Pravdujin, “Relato sobre la revolución y el individuo”, en V. Zazubrin, La astilla, Buenos Aires, Ediciones RyR, 2017, pp. 57-61. ISBN 9789874412010.
- Svetlana G. Semiónova, “La metafísica de los motivos literarios en Andréi Platónov. Una lectura de la novela ‘Moscú feliz’”, en Eslavia, n.º 7, junio de 2021. ISSN 2618-2440.
- Aleksandr Shubin, “Occupy Moscú. Las protestas de 2011-2013”, en Nueva Sociedad, n.º 253, Buenos Aires, septiembre-octubre 2014, pp. 136-149. ISSN 0251-3552.
- Ígor Sid, “Maksimilián Voloshin y Daúr Zantaria, geopoetas: dos tipos de estrategia creativa”, Eslavia nº 13, junio de 2024. ISSN 2618-2440.
- Iulia N. Sítina, “La fórmula ‘2x2=4’ en la literatura rusa decimonónica y sus posibles orígenes”, en Estudios Dostoievski. Revista de estudios sobre Fiódor M. Dostoievski, n.º 3 (enero-junio 2020), pp. 30-47. ISSN 2604-7969.
- León Trotski, “Algo sobre la filosofía del ‘superhombre”, en Sección segunda. Escritos sobre literatura, arte y cultura, pp. 529-540, de Literatura y revolución, Bs. As. RyR, 2015. ISBN 9789871421879.
- León Trotski, “Historia de la literatura, el señor Boborikin y la crítica rusa”, en ibid., pp. 540-545.
- León Trotski, “La casa vieja”, en ibid., pp. 545-549.
- León Trotski, “El calendario ‘exfoliador’ como vehículo de cultura”, en ibid., pp. 549-552.
- León Trotski, “Sobre el pesimismo, el optimismo, el siglo XX y mucho más”, en ibid., pp. 552-555.
- León Trotski, “Sobre Balmont”, en ibid., pp. 555-559.
- León Trotski, “Herzen y la ‘joven generación’”, en ibid., pp. 559-564.
- León Trotski, “El último drama de Hauptmann y los comentarios de Struve sobre él” en ibid., pp. 564-572.
- León Trotski, “Sobre Ibsen” en ibid., pp. 572-582.
- León Trotski, “Nuevos tiempos, nuevas canciones” en ibid., pp. 582-594.
- León Trotski, “Dos almas literarias en poder del demonio metafísico” en ibid., pp. 594-597.
- León Trotski, “Poesía, máquina y poesía de la máquina” en ibid., pp. 597-601.
- León Trotski, “El Darwin ruso” en ibid., pp. 601-603.
- León Trotski, “N. A. Dobroliúbov y Svistok” en ibid., pp. 603-608.
- León Trotski, “Algo sobre la ‘libertad del espasmo creador’” en ibid., pp. 608-612.
- León Trotski, “Tautología social” ibid., pp. 612-617.
- León Trotski, “Sobre el estado de ánimo” en ibid., pp. 617-624.
- León Trotski, “N. V. Gógol (1852-1902)” en ibid., pp. 624-633.
- León Trotski, “Sobre la novela en general, y sobre la novela Los tres en particular” en ibid., pp. 633-637.
- León Trotski, “Gleb Ivánovich Uspienski” en ibid., pp. 637-644.
- León Trotski, “V. A. Zhukovski (1783-1852)” en ibid., pp. 644-664.
- León Trotski, “Sobre Arthur Schnitzler” en ibid., pp. 668-677.
- León Trotski, “Sobre Leonid Andréiev” en ibid., pp. 677-687.
- León Trotski, “¡Que viva la vida!” en ibid., pp. 687-692.
- León Trotski, “Algo sobre el sonambulismo” en ibid., pp. 692-695.
- León Trotski, “Lev Tolstói” en ibid., pp. 695-704.
- León Trotski, “Tolstói” en ibid., pp. 704-706.
- León Trotski, “Herzen y Occidente (a cien años de su nacimiento)” ibid., pp. 706-712.
- León Trotski, “Chukovski” en ibid., pp. 712-718.
- León Trotski, “Algo sobre las encuestas” ibid., pp. 718-725.
- León Trotski, “Rusia y Europa” en ibid., pp. 725-731.
- León Trotski, “Masaryk sobre el marxismo ruso” en ibid., pp. 731-734.
- León Trotski, “Cervantes y Swift” en ibid., pp. 734-737.
- León Trotski, “Discurso en el picadero del regimiento de granaderos sobre la libertad de prensa” en ibid., pp. 737-739.
- León Trotski, “Sobre la cultura del futuro” en ibid., pp. 739-742.
- León Trotski, “La lucha por un lenguaje culto” en ibid., pp. 742-746.
- León Trotski, “No solo de ‘política’ vive el hombre” ibid., pp. 746-753.
- León Trotski, “Para reconstruir el modo de vida es preciso conocerlo” ibid., pp. 753-757.
- León Trotski, “El corresponsal obrero y su papel cultural” en ibid., pp. 757-773.
- León Trotski, “En memoria de Serguéi Esenin” en ibid., pp. 773-776.
- León Trotski, “Cultura y socialismo” ibid., pp. 776-795.
- León Trotski, “El suicidio de Maiakovski” en ibid., pp. 795-797.
- León Trotski, “La revolución estrangulada. Una novela francesa sobre la revolución china” en ibid., pp. 797-805.
- León Trotski, “Sobre la revolución estrangulada y sus estranguladores” en ibid., pp. 805-808.
- León Trotski, “Dos cartas a Maurice Parijanine” ibid., pp. 808-810.
- León Trotski, “Sobre Demián Biedni” en ibid., pp. 810-813.
- León Trotski, “Céline y Ponicaré” en ibid., pp. 813-821.
- León Trotski, “Sobre la política del partido en el ámbito del arte y la filosofía” en ibid., pp. 821-823.
- León Trotski, “Fontamara” en ibid., p. 823.
- León Trotski, “Carta a los editores americanos Simon y Schuster” en ibid., pp. 823-824.
- León Trotski, “Anatoli Vasílievich Lunacharski” en ibid., pp. 824-827.
- León Trotski, “Maksím Gorki” en ibid., pp. 827-829.
- León Trotski, “Declaración sobre una entrevista de A. Malraux” en ibid., pp. 829-831.
- León Trotski, “Algunas preguntas concretas al señor Malraux” en ibid., pp. 831-833.
- León Trotski, “Carta a Joan London” en ibid., pp. 833-835.
- León Trotski, “El arte revolucionario y la Cuarta Internacional” en ibid., pp. 835-837.
- León Trotski, “La burocracia totalitaria y el arte” en ibid., pp. 837-839.
- León Trotski, “¡Por un arte revolucionario libre!” en ibid., pp. 839-843.
- León Trotski, “Por la libertad del arte” en ibid., pp. 843-845.
- León Trotski, “El arte y la revolución” en ibid., pp. 845-852.
- León Trotski, “Un nuevo gran escritor” en ibid., pp. 852-858.
- León Trotski, “Páginas del diario de exilio relativas a escritores” ibid., pp. 861-869.
- Lev Vigotski, “El pensamiento”, en El significado histórico de la crisis de la psicología, Bs. As., Ediciones IPS, 2022, pp. 223-238. Edición y notas. Primera edición completa en el mundo. ISBN 9789873958915.
- Lev Vigotski, “La transformación socialista del hombre”, en El significado histórico de la crisis de la psicología, Bs. As., Ediciones IPS, 2022, pp. 239-256. Edición y notas. Primera edición completa en el mundo. ISBN 9789873958915.
- Lev Vigotski, “Los judíos y la cuestión judía en las obras de F. M. Dostoievski”, en Estudios Dostoievski. Revista de estudios sobre Fiódor M. Dostoievski, n.º 3 (enero-junio 2020), pp. 93-121. Presentación y notas. ISSN 2604-7969.
- Lev Vigotski, "Reseña de "Diez días que estremecieron al mundo"", en John Reed, Diez días que estremecieron al mundo, Ediciones Colihue, Buenos Aires, 2017, pp. 476-481.

#### De otras lenguas
- Denis Diderot, El sobrino de Rameau, Bs. As., Losada, 2013. Prólogo y notas. ISBN 9789500398985.
- Albert Camus, El extranjero, sin publicar.

#### Revisión de traducciones
- Bárbara Cassin (dir.), entradas “Bogocheloviéchestvo”, “Drugói”, “Ístina”, “Mir”, “Postúpok”, “Pravda”, “Ruso”, “Sobórnost” y “Svoboda” de Vocabulario de las filosofías occidentales. Diccionario de los intraducibles, 2 vols., México, siglo XXI Editores, 2018. ISBN 9786070309366. Revisión de la traducción.
- A. I. Kuprín, La pulsera de granates, trad. Marina Berri y Florencia García Brunelli, Bs. As., La Compañía, 2021. ISBN 9789871802098.
- Mijaíl Bulgákov, El Maestro y Margarita, trad. Valeria Korzeniewski, Bs. As., Libros del Zorzal, 2015. ISBN 9789875994270.

### Ediciones
- Primera Jornada Nacional de Estudios Eslavos, Bs. As., 2016. ISBN 9789874231048.
- Segunda Jornada Nacional de Estudios Eslavos, Bs. As., 2018. ISBN 9789877786996.
- Tercera Jornada Nacional de Estudios Eslavos, Bs. As., 2022. ISBN 9789878871592.
- Cuarta Jornada Internacional de Estudios Eslavos, Bs. As., 2024. ISBN 9786310067391

## Premios y distinciones
- 09/2023. Laureado con la medalla Pushkin por el importante aporte en la difusión de la lengua rusa y, mediante esta, de la literatura y cultura rusas en el extranjero, otorgada por la Asociación Internacional de Profesores de Lengua y Literatura Rusa, San Petersburgo, Rusia.
- 02/2023. Laureado con la orden “Estrella Dostoievski” por labor en la difusión de la obra de Fiódor Dostoievski, Moscú-Barnaúl-Kémerovo, Rusia. Entregada por el embajador de Rusia en Argentina, Dmitri Feoktístov, en Buenos Aires, Argentina.[15]
- 11/2022. Laureado con la medalla Dostoievski por su aportación para la preservación y divulgación de la obra del escritor ruso, otorgada por el Ministerio de Cultura de la Federación Rusa con sede en Moscú, Rusia.[16]
- 11/2021. Recibió un diploma otorgado por Rossotrudnichestvo por su activa labor en el desarrollo de las relaciones internacionales humanitarias y sociales y por la realización de eventos significativos en el campo de la cultura, la educación y divulgación de la lengua rusa en el extranjero.
- 10/2020. Recibió el premio literario “Zolotoi Vítiaz” ("Guerrero de Oro") en la categoría de Traducción Literaria, otorgado por el Foro Eslavo de las Artes con sede en Moscú, Rusia.[17]
- 09/2018. Recibió la orden “Epifani Premudri” otorgado por el Consejo Editorial de la Iglesia Ortodoxa Rusa, por “su gran aporte en la divulgación y promoción de la literatura rusa en el mundo hispanohablante.[18]
- 11/2017. Finalista del premio “Teatros del mundo” por su traducción de Platónov, de Antón Chéjov. Centro Cultural Ricardo Rojas, Universidad de Buenos Aires.
- 11/2015. Recibió el premio “Teatros del mundo” por su traducción del Teatro completo de Iván Turguéniev. Centro Cultural Ricardo Rojas, Universidad de Buenos Aires.
- 09/2014. Recibió el premio “Read Russia”, otorgado por el Institut Perevoda, en la categoría Literatura rusa clásica del siglo XIX por su traducción de El doble, de Fiódor Dostoievski.[19]
- 05/2008. Recibió el premio de la Asociación del Libro Infantil y Juvenil de la Argentina (ALIJA) en la categoría Obra clásica por su traducción de Primer amor, de Iván Turguéniev.